# Combat de Cornillé
Chouannerie
Batailles
Le combat de Cornillé a lieu en février 1796, pendant la Chouannerie.

## Prélude
Le déroulement de ce combat est rapporté par l'officier chouan Toussaint du Breil de Pontbriand, dans ses mémoires. Celui-ci le place pendant le mois de février de l'année 1796, dix jours après le combat de Bais.
Le 15 février 1796, Alexis Louis Gordien du Bouays de Couësbouc place les frères Chabert, deux émigrés originaires du Languedoc et rescapés de l'expédition de Quiberon, à la tête de la troisième colonne de la division de Vitré, auparavant dirigée par Pierre Rossignol,,. 
D'après le récit de Pontbriand, la garde territoriale de Bais profite d'un renfort de cent hommes de troupes de ligne pour mener un raid sur les paroisses chouannes de Saint-Didier et Cornillé,. 

## Forces en présence
Selon Pontbriand, les républicains engagent environ 500 hommes dans cette affaire,. Du côté des chouans, les frères Chabert, à peine arrivés pour prendre leur commandement, n'ont que 220 hommes avec eux à Torcé lorsqu'ils sont informés de l'attaque,.

## Déroulement
Dans un premier temps, les républicains ne rencontrent aucune opposition et se dispersent dans les fermes qu'ils livrent au pillage,. Les frères Chabert, malgré le faible nombre de leurs combattants, divisent leurs forces en quatre détachements et attaquent les républicains sur différents points,. Le combat le plus important s'engage à l'intérieur du bourg de Cornillé,. La plupart des patriotes s'y rassemblent, mais un certain nombre d'entre eux sont ivres et arrivent de manière désordonnée,. 
Cependant, en entendant le bruit des fusillades venir de quatre directions différentes, le capitaine de troupes de ligne redoute d'avoir à faire à toute la division royaliste de Vitré et préfère donner l'ordre de la retraite,. Il se retire sur Louvigné-de-Bais, bientôt imité par les gardes territoriaux, qui sont poursuivis au-delà du bourg par les chouans,.

## Pertes
Selon Pontbriand, les chouans ne déporent aucune perte dans ce combat, tandis les gardes territoriaux laissent huit morts et que dix autres sont désarmés par des paysans de Cornillé.